# Bristol City Football Club
El Bristol City Football Club és un dels dos clubs de futbol amb què compta la ciutat de Bristol, Anglaterra (l'altre és el Bristol Rovers Football Club). Va ser fundat el 1897 i juga en la Football League Championship.

## Història
El club va néixer l'any 1897 quan el Bristol South End FC va fer el pas cap al professionalisme prenent el nom de Bristol City FC. L'any 1900 el club es va unir al seu rival local, el Bedmisnter FC, anomenat anteriorment Southville i fundat el 1887. Va començar a jugar al campionat britànic de futbol l'any 1901.
El Bristol City va ser el primer club de fora de Londres del sud d'Anglaterra a arribar a l'antiga First Division i fins al moment l'únic de la regió sud-oriental del país a arribar a ser subcampió de Lliga (el 1907) i de la FA Cup (el 1909). Desafortunadament va ser descendit el 1911 i no va tornar a Primera fins al 1976. El 1980 va tornar a baixar i va arribar a la Football League Two (Quarta Divisió) el 1982. Actualment es troba disputant la segona divisió anglesa, coneguda com a Football League Championship.

## Uniforme
- Uniforme titular: Samarreta vermella, pantaló blanc i mitges vermelles.
- Uniforme alternatiu: Samarreta groga, pantalons blau marí i mitges grogues.

## Palmarès
- Campions 2a divisió: 1905/06.
- Campions 3a divisió (sud): 1922/23, 1926/27, 1954/55.
- Campions Freight Rover Trophy: 2003.
- Campions Welsh Cup: 1934.
- Campions Anglo-Scottish Cup: 1978.
- Finalista FA Cup: 1909.
- Finalista Auto Windscreens Shield: 1999/2000.
- Finalista Freight Rover Trophy: 1986/87.

## Galeria

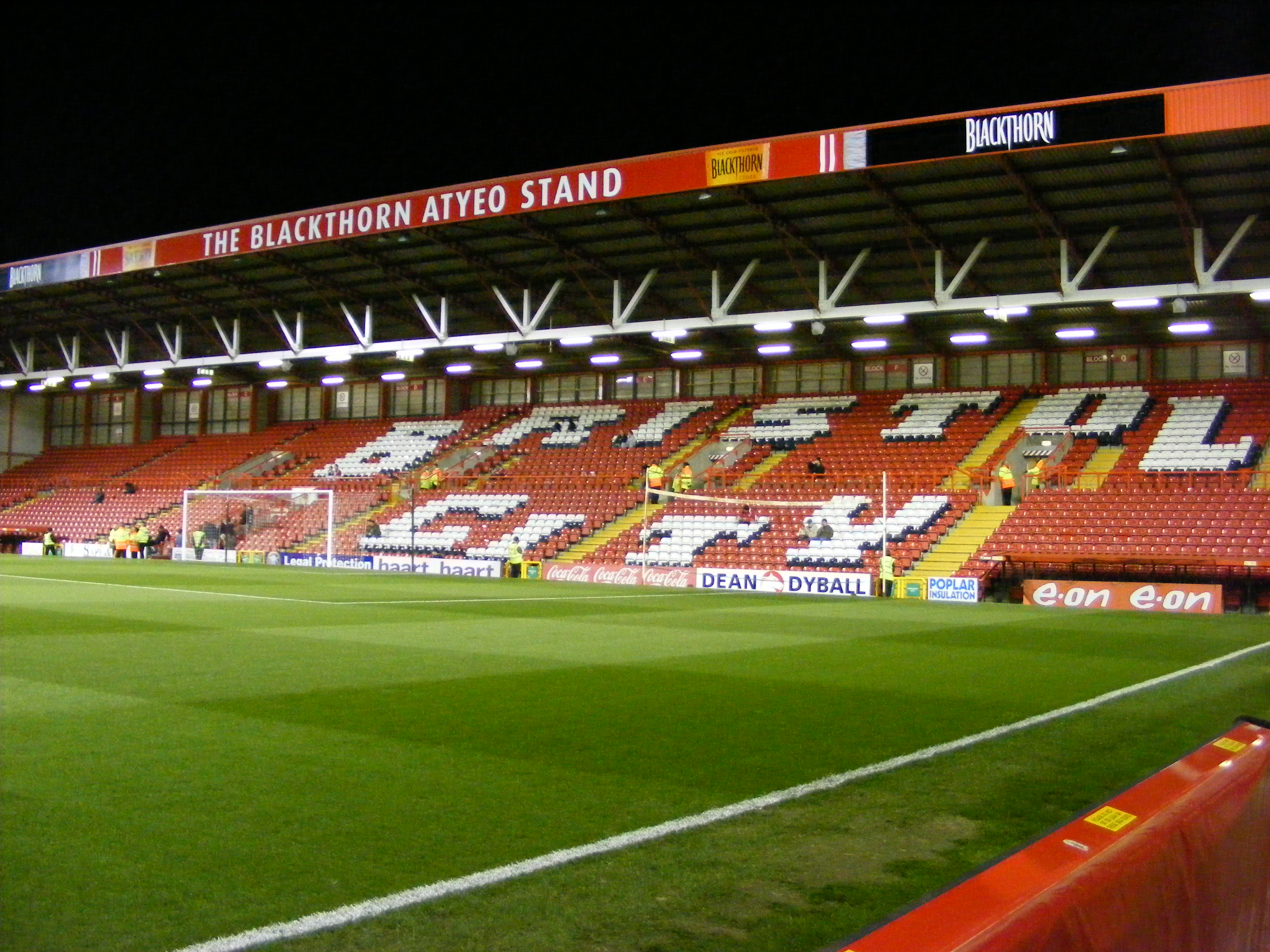
Graderia The Atyeo.
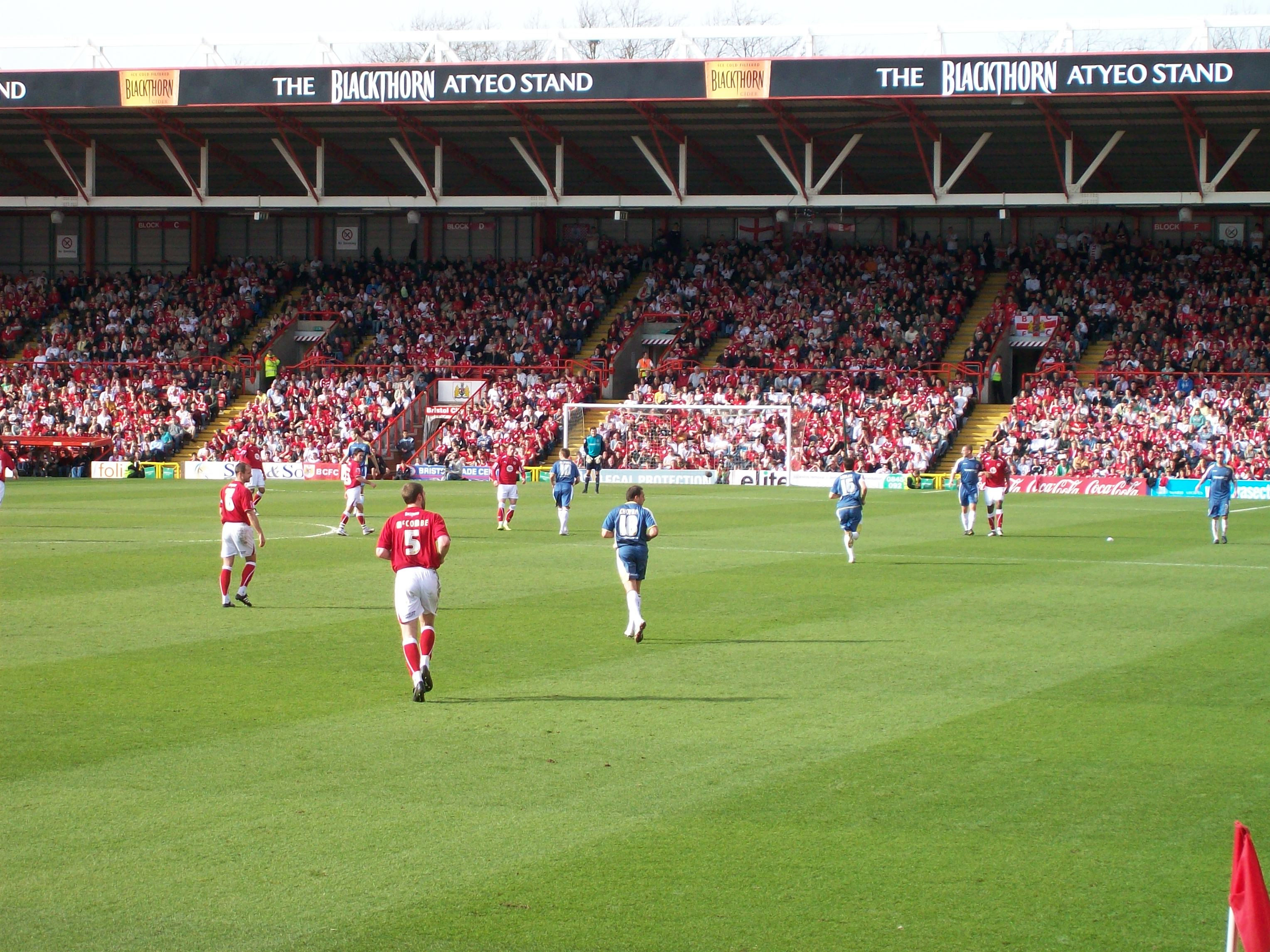
Bristol City v. Cardiff City - 15 març 2009.
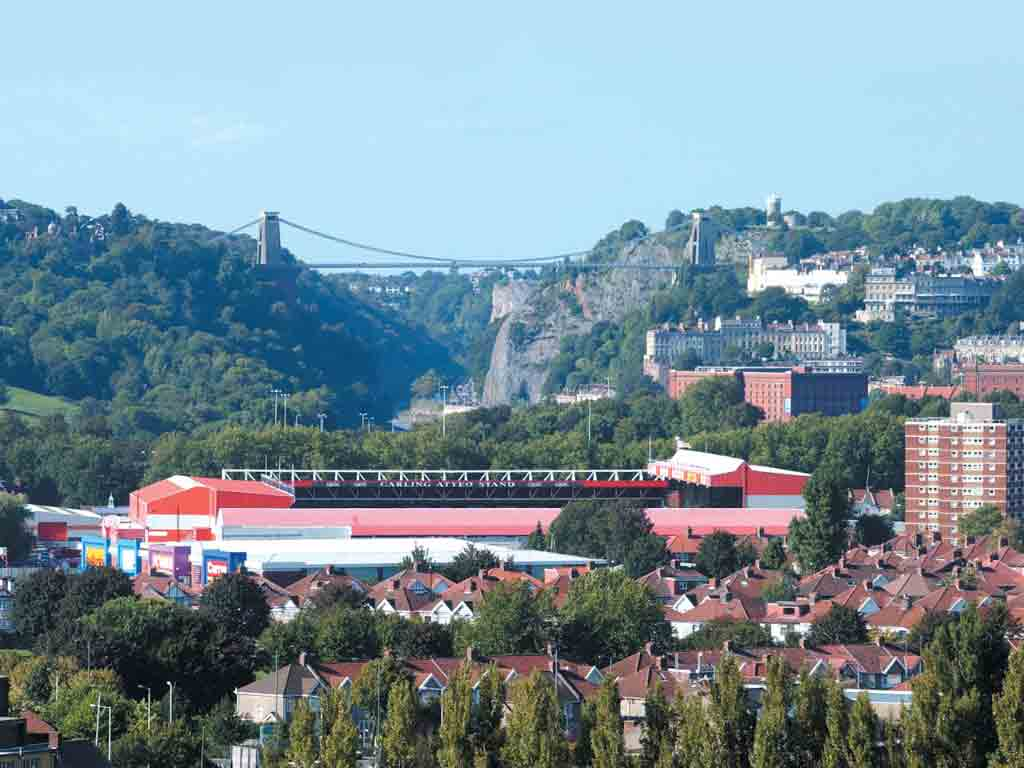
Porta d'Ashton amb el pont de Clifton al fons.
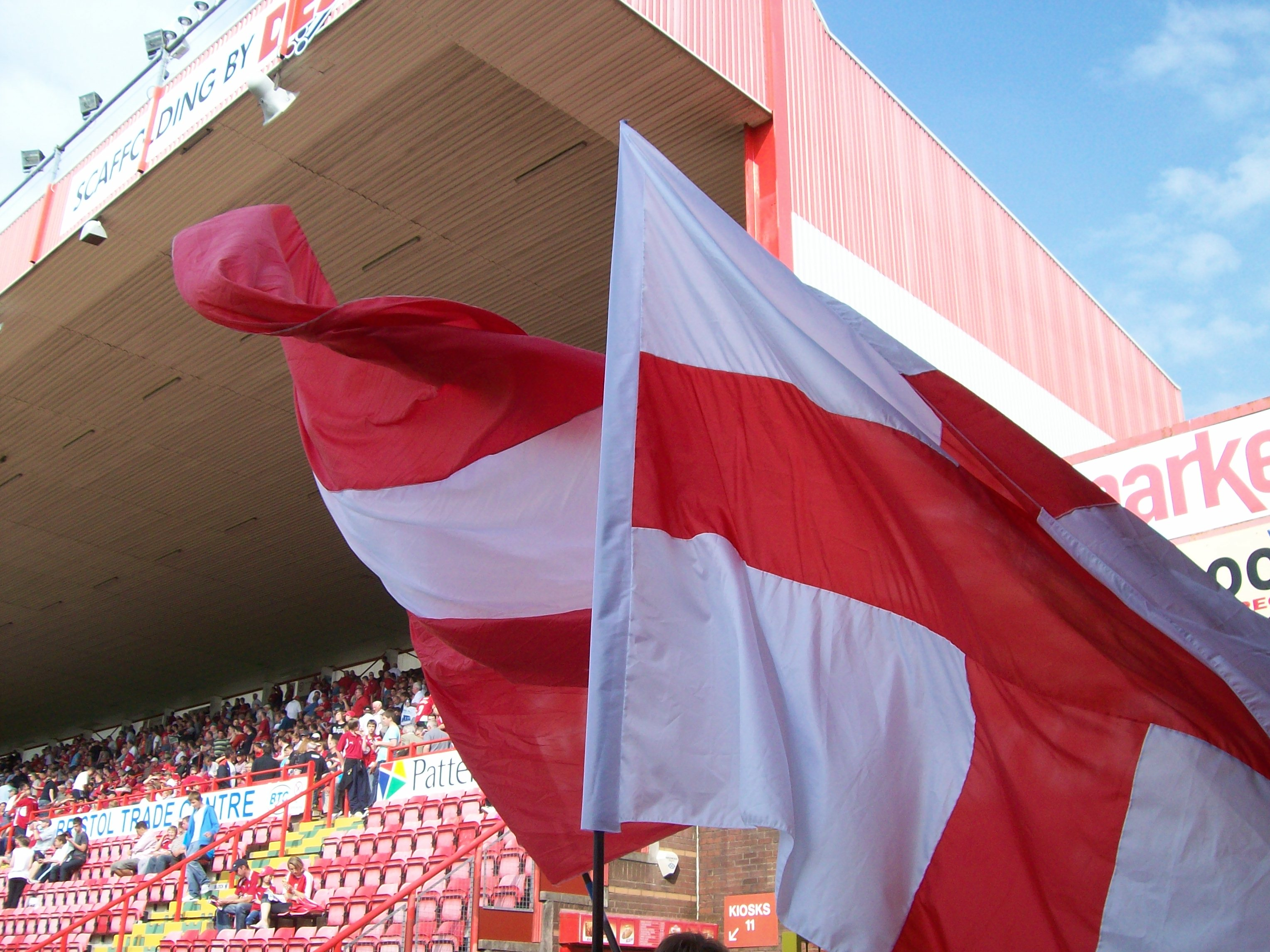
Banderes del club.
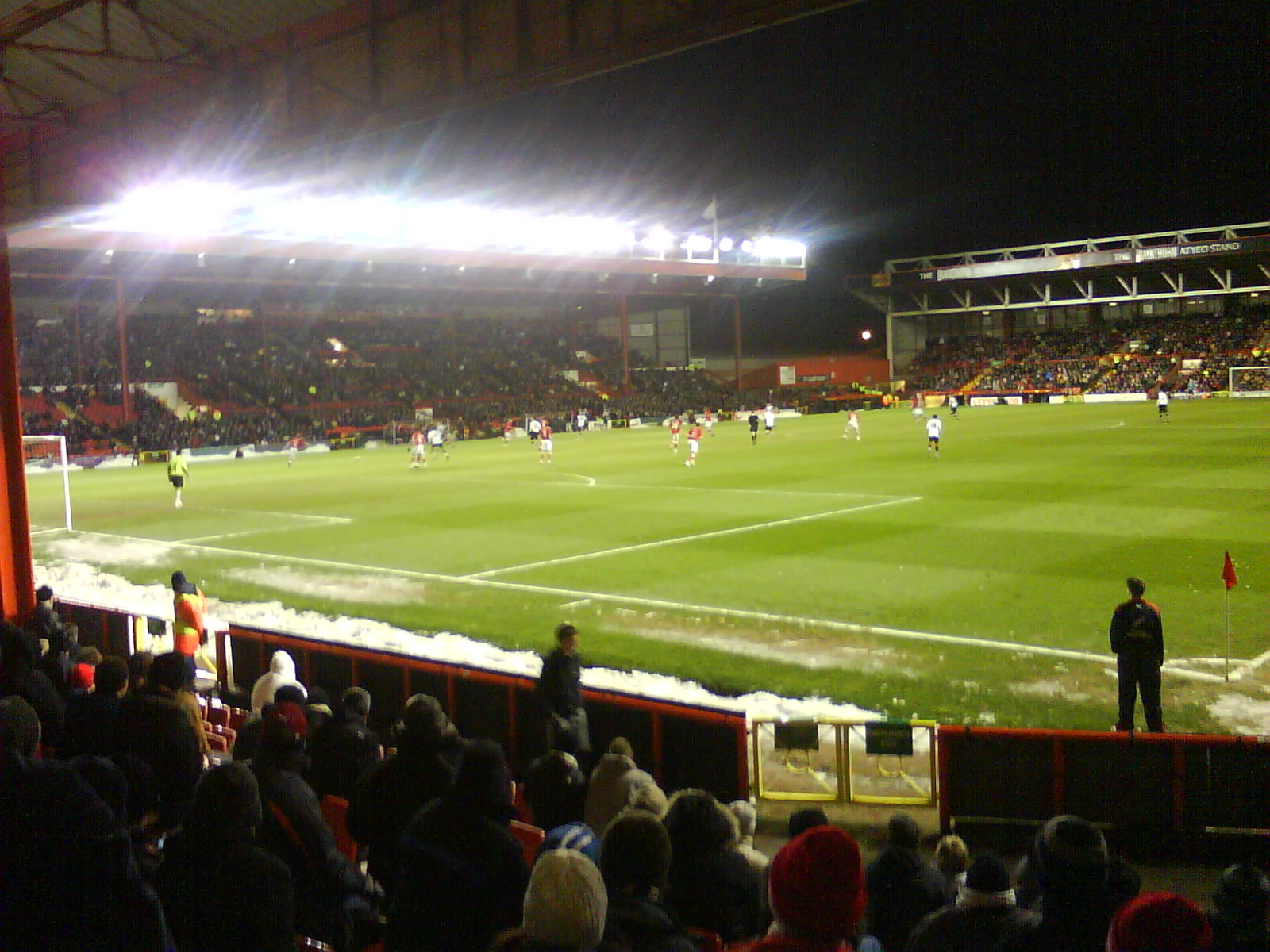
Graderia Wedlock.
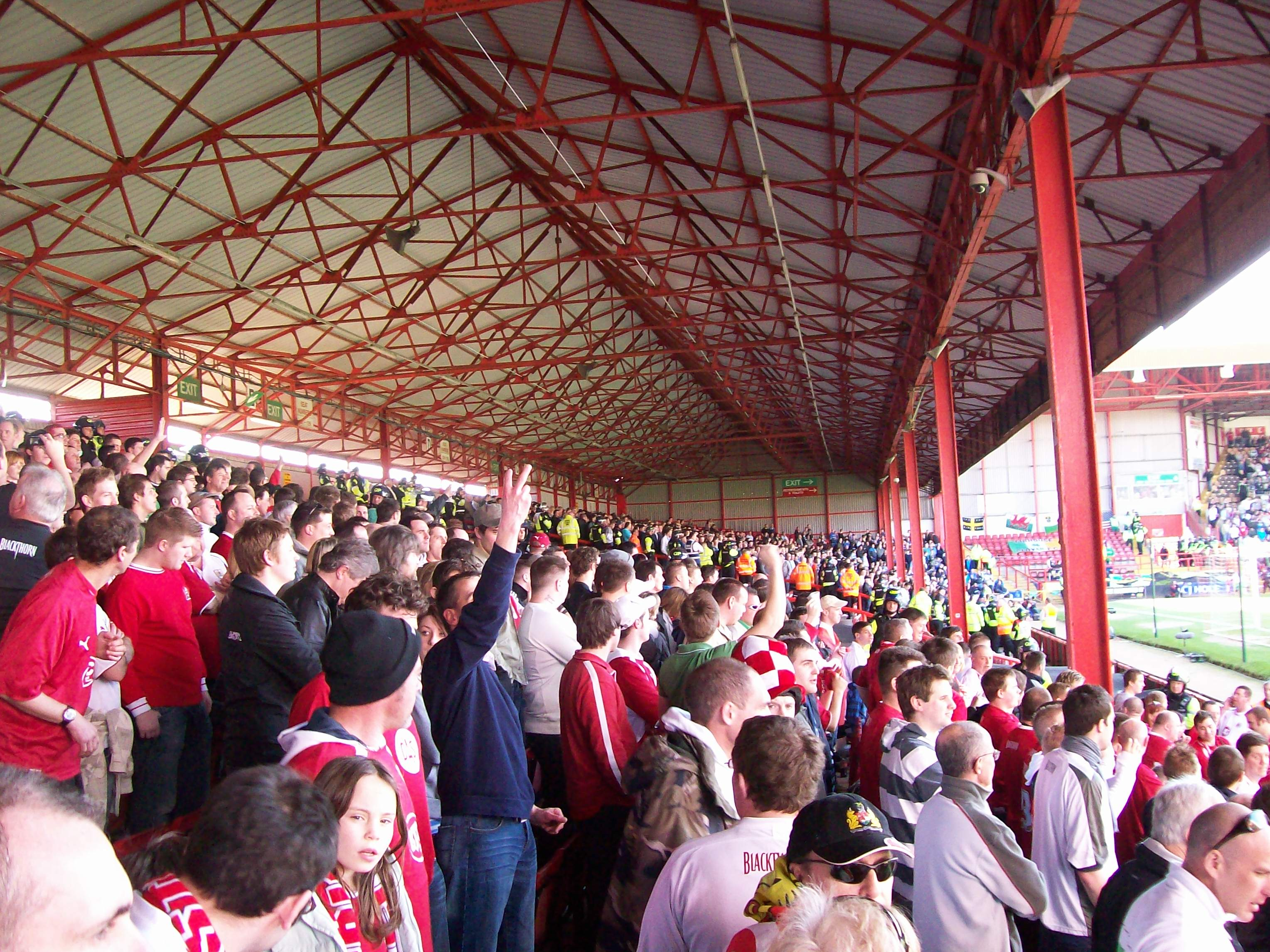
Interior de la graderia Wedlock amb els rivals Cardiff City.
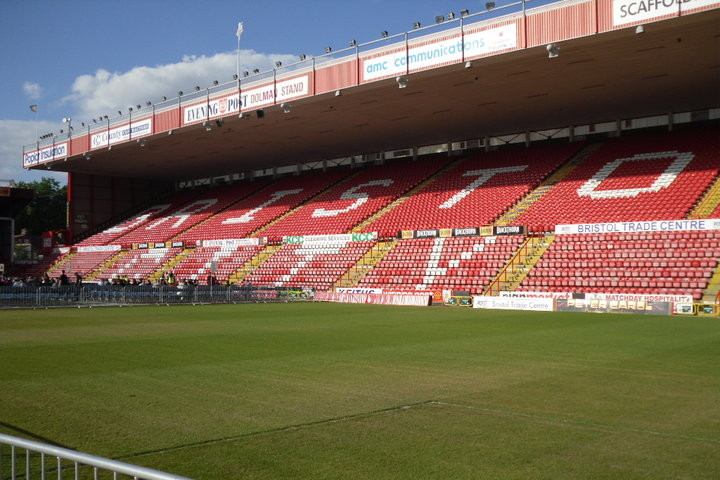
Estadi buit abans d'un concert.
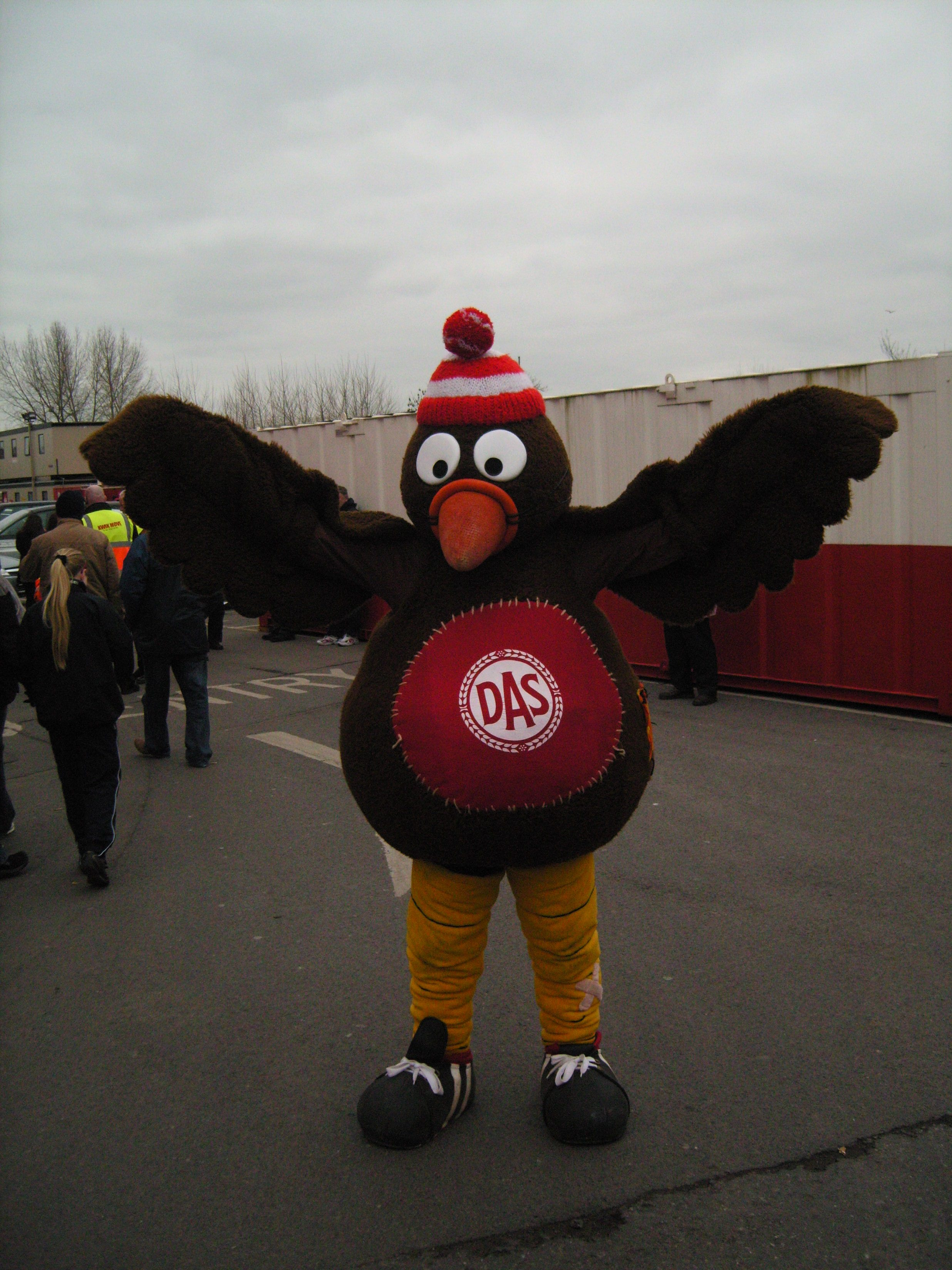
Mascota del club.